# Tablilla de maldición de Acanto
La tablilla de maldición de Acanto es un texto de doble cara escrito en griego antiguo que se descubrió en la necrópolis de Acanto, ciudad de Macedonia situada al noreste de la península de Calcídica. Se hizo pública en 1993, junto con otras tres tablillas de Acanto, en el 14.º congreso del Departamento de Lingüística de la Universidad Aristóteles de Tesalónica. La tablilla data de finales del siglo IV a. C., cuando Acanto formaba parte del Reino de Macedonia. Contiene un conjuro mágico (en griego antiguo: κατάδεσμος, katadesmos) que pertenece a la categoría de las maldiciones eróticas o amatorias. El texto fue compuesto por un hombre llamado Pausanias y tenía como objetivo unir a dos personas, Sime y Ainis, de las cuales la primera se identifica con certeza como un interés amoroso. La tablilla de Acantho es un ejemplo de un hechizo de amor escrito inequívocamente desde la perspectiva masculina, y uno de los ejemplos más antiguos que se conservan de una «maldición de atracción», un hechizo que expresa su intención de atraer a su objetivo hacia el agente.

## Interpretación
Pertenece a la amplia categoría de maldiciones eróticas o amatorias, cuyo propósito era influir en las relaciones eróticas. Los estudiosos dividen esta categoría entre «maldiciones de separación», que incluyen la más conocida tablilla de Pela, y «maldiciones de atracción», de las cuales la tablilla de Acanto es uno de los ejemplos más antiguos conocidos.;  Este tipo de hechizos de atracción se conocería posteriormente como «agoge» (αγωγή) o «agogimon» (αγώγιμον), y eran muy comunes emitidos por un agente masculino con la intención de atraer a la mujer deseada. Aunque la tradición de los rituales de atracción está documentada en un período anterior a partir de fuentes literarias (por ejemplo, Jasón y Medea), la tablilla de Acanto, de finales del siglo IV a. C., fue hasta hace poco el ejemplo más antiguo que se conserva de este tipo; dos hechizos griegos de Sicilia, publicados más recientemente, que parecen mostrar características de una maldición de atracción se han datado en el siglo V a. C. Los rituales de escritura de maldiciones se realizaban en la capital macedonia mucho antes de la época de Filipo II de Macedonia, y continuaron prosperando en ciudades como Pela y Pidna durante la expansión y urbanización de Macedonia. A mediados del siglo IV a. C., los asentamientos vecinos que ya estaban bajo control macedonio ya producían varias tablillas de maldiciones, incluyendo las ciudades de Aretusa, Oreokastro y Acanto. La tablilla de Pausanias es una de las cinco tablillas de maldiciones descubiertas en Acanto de cuando la ciudad era parte de Macedonia. Siguiendo la práctica estándar de los magos griegos, las tablillas se enterraban en las necrópolis, con la esperanza de que el hechizo fuera llevado con éxito al inframundo por el alma de un humano recientemente fallecido. A cada lado de la tablilla, Pausanias expresó su deseo de unir a dos personas distintas: Sime (Σίμη) y Ainis (Αἶνις). El nombre «Ainis» no suele tener género específico; su portadora a veces se identifica también como mujer, o en ocasiones no se clasifica en absoluto. La tablilla incluye los nombres tanto del agente como de los objetivos, lo que generalmente es un caso poco común en los "katadesmoi" tradicionales. Al igual que el creador de la tablilla de maldición de Pela, Pausanias deseaba ser el único que tuviera control sobre el lapso de tiempo en que duraba la eficacia del hechizo y, por lo tanto, ser el único capaz de liberar el vínculo. La tablilla es particularmente notable, ya que las dos condiciones incluidas en la maldición nunca antes se habían visto juntas, ni por separado en una tablilla de maldición de una fecha tan antigua. Una condición es que el primer objetivo (Sime) no pueda disfrutar de los beneficios de Afrodita (ni que Afrodita le sea benigna), un tema que se encuentra principalmente en los hechizos eróticos agresivos del Imperio romano. La otra condición es que ambos objetivos no puedan cumplir con sus obligaciones rituales. En particular, Pausanias escribe que los objetivos no podrán realizar sacrificios (tocar una víctima sacrificial) hasta que cedan a sus exigencias (Atenea se menciona específicamente como la destinataria del sacrificio de Sime en la cara A de la tablilla). Este deseo implica que su abstinencia de los sacrificios rituales sería considerada una ofensa para los dioses y, por lo tanto, podría volver la ira divina contra ellos. La idea de que los objetivos de una maldición corren el riesgo de una ofensa divina si no se satisfacen las demandas del agente es un tema familiar en la escritura de maldiciones que se encuentra en toda Anatolia y el mundo mediterráneo, incluidas en el siglo IV a. C. maldiciones griegas procedentes del norte del mar Negro. El hechizo parece haber tenido una motivación sexual, como lo demuestra el último deseo de Pausanias, que es que Sime lo abrace o se aferre a él.(en griego antiguo: ἐνσχῇ). Ha habido varias teorías sobre la identidad y el estatus social de Sime, incluyendo que pudo haber sido una trabajadora sexual, una mujer casada o una pallake, aunque en última instancia ninguna de ellas puede confirmarse con seguridad.

## Textos y traducción

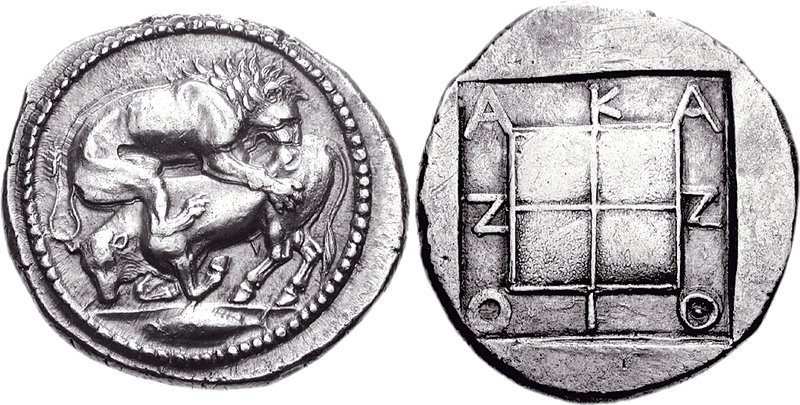
Tetradracma de Acanto que representa a un león atacando a un toro y con la inscripción ΑΚΑΝΘΙΟΝ, moneda de Acanto.

### Griego
1. Παυσανίας Σίμην τὴν Ἀν-
2. φιτρίτου καταδεῖ, μέχρι ἂν Παυ-
3. σανίαι ποιήσῃ ὃσα Παυσανίας βούλεται
4. Και μήτι ἱερίου Ἀθηναίας ἃψασθαι
5. δύναιτο, μήτηι Ἀφροδίτη ἱλέως αὐτῇ
6. εἲη, πρὶν ἂν Παυσανίαν ἐνσχῇ Σίμη
7. Ταῦτα δεὶ μηδείς ἀναλύσαι ἀλλ' ἤ Παυσανίας

### Español
Pausanias ata a Sime, hija de Anfítrito, hasta que haga por él lo que este quiera. Que no pueda tocar una víctima sacrificada a Atenea, ni que Afrodita le sea propicia, antes de que Sime se aferre a Pausanias. Y que nadie más que Pausanias deshaga estas cosas.

### Griego
1. [...] Μελίσσης Ἀπολλωνίδος
2. Παυσανίας καταδεῖ Αἶνιν. Μήτι ἱερ-
3. είου ἃψασθαι δύναιτο μήται ἂλλου ἀγα-
4. θοῦ ἐπήβολος δύναιτο γεναίσθαι, πιρὶν-
5. ἂν Παυσανίαν ἱλάσηται Αἶνις.
6. Ταῦτα δεὶ μηδείς ἀναλύσαι ἀλλ' ἤ Παυσανίας

### Español
[...] de Melisa de Apolonia. Pausanias ata a Ainis. Que no pueda tocar una víctima de sacrificio ni al receptor de ningún otro bien, hasta que Ainis le sea propicia. Y que nadie más que Pausanias deshaga estas cosas.